# Nyctemera maculosum
Nyctemera maculosum là một loài bướm đêm thuộc phân họ Arctiinae, họ Erebidae.